# Guillaume de Roumare
Guillaume de Roumare (vers 1096 – avant 1161), fut seigneur de Roumare (près de Rouen), seigneur de Bolingbroke (dans le Lincolnshire), de Queen Camel (dans le Somerset), et 1er comte de Lincoln.
Il est le fils de Roger FitzGerald de Roumare, seigneur de Roumare, et de Lucie († v. 1138), veuve d'Yves de Taillebois, 1er baron de Kendall. Sa mère était descendante d'une très haute famille saxonne, et était héritière de nombreux domaines et châteaux dans le comté de Lincoln. En troisièmes noces, sa mère épouse Ranulph le Meschin, vicomte du Bessin et futur 3e comte de Chester.

## Biographie

### Sous le règne d'Henri Ier
Guillaume de Roumare, alors gardien du château fortifié de Neuf-Marché, reste loyal au roi Henri Ier durant la rébellion en Normandie en septembre 1118. Il combat pour lui à la bataille de Brémule en 1119, et en novembre 1120, il n'embarque pas dans la Blanche-Nef, ce qui lui sauve la vie.
En 1122, il se querelle violemment contre le roi après que celui-ci a refusé de lui donner l'héritage de sa mère, dans le Lincolnshire, que son beau-père Ranulph le Meschin a récemment rendu à la couronne. Il se joint alors à la rébellion menée en Normandie par Galéran de Beaumont, comte de Meulan et d'autres. Il s'oppose au roi en menant des raids depuis Neuf-Marché, jusqu'à ce que ce dernier lui donne une grande partie des terres qu'il réclame. Après s'être réconcilié avec lui entre 1125 et 1128, il devient l'un de ses compagnons favoris. À la mort de ce dernier en 1135, il est de ceux qui sont chargés de la défense des frontières normandes.

### Sous le règne d'Étienne Ier
En 1137, il est témoin de chartes du roi Étienne en Normandie. Il fait partie de ceux qui y sont nommés justiciars. Probablement vers 1139, Étienne semble le faire comte de Cambridge, un titre auquel il a renoncé avant 1142, alors qu'il est déjà comte de Lincoln.
En décembre 1140, quand leur plan, qui consiste à enlever ou tuer David Ier d'Écosse — qui avait reçu ces terres au nord par traité avec Étienne — échoue, Ranulf de Gernon et Guillaume de Roumare prennent le château de Lincoln par la ruse. Dans un premier temps, Étienne ne voulant pas précipiter Ranulf — l'un des plus puissants barons du royaume — dans les bras de son adversaire Mathilde l'Emperesse, dans la guerre civile qui les opposait, décide de faire un pacte avec les deux hommes. Guillaume obtint le titre de comte de Lincoln, probablement peu avant Noël 1140. 
À la Noël, Étienne, averti par les habitants de Lincoln que les deux hommes ne sont pas sur leurs gardes, reprend la ville et assiège le château. Ranulf rallie alors la cause de Mathilde pour obtenir l'aide de son beau-père, Robert de Gloucester. Le 2 février 1141, la bataille de Lincoln voit la défaite et la capture du roi Étienne.

### Fin de vie
Entre 1141 et 1144, il part en pèlerinage à Saint-Jacques-de-Compostelle. Vers 1146, Étienne lui donne la seigneurie de Kirton à Lindsey, et la concession du château et du pont de Gainsborough (Lincolnshire). Le 11 octobre 1147 à Rouen, il est témoin d'une charte de Geoffroy Plantagenêt, qui a conquis le duché de Normandie en 1144. Des environs de 1149 jusqu'aux environs de 1151, Guillaume de Roumare, son fils, son demi-frère Ranulf et Guillaume le Gros, comte de York semblent s'être alliés pour mener une guerre dans le Lincolnshire et le Yorkshire, contre Gilbert de Gant,  dont Étienne a fait un comte de Lincoln concurrent. Le fils de Guillaume de Roumare est probablement tué dans les combats.
Les deux demi-frères agir véritablement de concert et unir leurs efforts avec succès, durant le règne d'Étienne, pour étendre considérablement leur contrôle sur le Lincolnshire.
Après l'accession au trône d'Henri II, Guillaume de Roumare est le témoin de quelques chartes, dont une à Devizes en 1153, par laquelle le roi Henri donne à Ranulf des domaines et droits considérables.
Il est un généreux patron de l'église. Orderic Vital, dans son Histoire de Normandie, relate que Guillaume de Roumare a une jeunesse très dissolue et très libertine. Mais après une grave maladie, il décide de « consacrer à Dieu sa vie devenue meilleure ». Il établit alors des moines dans l'église Saint-Pierre de Neuf-Marché, et en 1132 en donne le contrôle à l'abbaye de Saint-Évroult. En 1141-1142, il fonde ou refonde le prieuré de Warter, et en 1141-1143, il fonde l'abbaye cistercienne de Revesby (Lincolnshire) avec l'aide de son demi-frère Ranulf. 
Il meurt entre le 5 août 1155 et 1161. À la fin de sa vie, il se fait moine à l'abbaye de Revesby et y est enterré. Son petit-fils, prénommé aussi Guillaume, lui succède.

## Famille et descendance
Entre 1125 et 1127, il épousa Hawise (née vers 1097), sœur de Baudouin de Reviers, comte de Devon et fille de Richard de Reviers, seigneur de Reviers, et d'Adeline Peverel.
Enfants :
- Guillaume II Hélie (v. 1117-1151), épousa Agnès d'Aumale, cinquième fille d'Étienne d'Aumale, étant son deuxième mari, ils eurent pour descendant :
  - Guillaume III de Roumare († 1198), comte de Lincoln, qui épousa une femme inconnue nommée Alice, puis après annulation du mariage pour cause de consanguinité, il épousa Philippe, fille de Jean Ier, comte d'Alençon[5] ;
- Hawise de Roumare (née vers 1117), mariée à Gilbert de Gand[6], comte de Lincoln.

### Sources
- Paul Dalton, « Roumare, William de, first earl of Lincoln (c.1096–1155x61) », dans Oxford Dictionary of National Biography, Oxford University Press, Sept 2004. Édition en ligne : janvier 2008. Accédé en novembre 2008. William de Roumare (c.1096–1155x61): doi:10.1093/ref:odnb/24169.